# شیمی ترکیبی
شیمی ترکیبی (به انگلیسی: Combinatorial Chemistry) به سنتز سریع یا شبیه‌سازی کامپیوتری تعداد زیادی از مولکول‌ها یا مواد مختلف با ساختاری مرتبط گفته می‌شود؛ برای سنتز عمدتاً ربات‌ها و روش‌های استاندارد پاسخ استفاده می‌شود. در سنتز ترکیبی، تعداد ترکیبات ساخته‌شده به صورت نمایی با تعداد مراحل شیمیایی افزایش می‌یابد. تولید مولکول‌های پیچیده زیستی یکی از مباحث مهم در شیمی ترکیبی می‌باشد.